# Байлакан

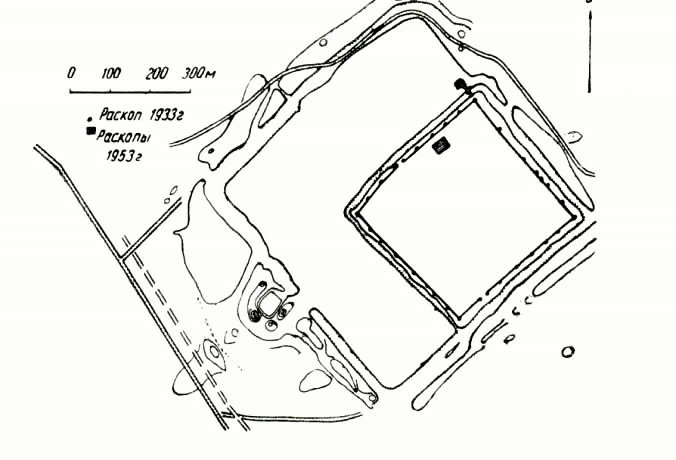
План раскопов

Бейлаган (Байлаган), армянские формы названия — Белукан, Пайтакаран — средневековый город, находившийся на месте нынешнего городища Орен-Кала, недалеко от слияния Куры и Аракса, в историческом регионе Арран, ранее в Кавказской Албании, ныне — на территории Мильской степи в современном Азербайджане. В средневековье — крупный торговый центр на пути из Кавказа на Ближний Восток. В XI—XII веках Байлакан имел смешанный этнический состав.

## История

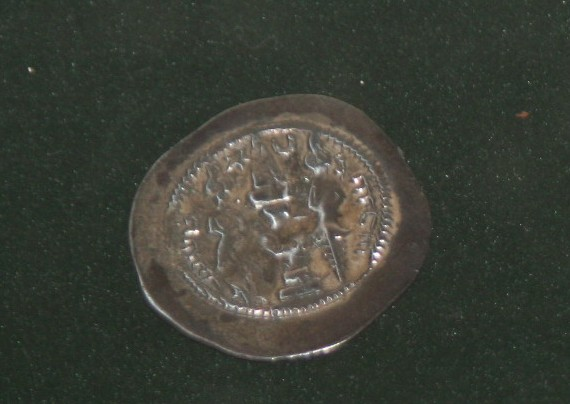
Серебряный дирхам персидского шахиншаха Хосрова I, отчеканенный в Байлакане (Музей истории Азербайджана, Баку)

Байлакан находился на территории Каспианы, в древности являвшейся областью проживания каспиев. Данные арабских источников, согласно которым город был построен в период правления сасанидского царя Кавада I, нашли своё подтверждение в процессе раскопок, начатых в 1953 году. В других источниках говорится, что царь Кавад мог быть лишь реконструктором города, но не его основателем. В V-VI вв. была построена стена города, шириной 6 м (в кладке найдены сасанидские печати).
В середине IX века в составе провинции Байлакан упоминается крепость Ктиш, находившаяся в южной части армянонаселенного Нагорного Карабаха. Средневековый источник IX века сообщает:
Тогда Буга пошел на Ису ибн-Юсуфа (Есаи абу Мусе), который находился в крепости Ктиш (Катиш) Байлаканской провинции. 
В X—XI город находился в пределах владений курдской династии Шеддадидов, хотя на него претендовали также Ширваншахи.
В 1221 году Байлакан подвергся нашествию татаро-монголов. Как свидетельствует арабский летописец:
Напали татары, они дрались, и силою оружия завладели городом в месяц рамазана (30 окт. — 28 нояб.) [шесть сот] восемнадцатого года, и вырезали, не оставив живых ни детей, ни стариков и ни женщин... 
Другой летописец сообщает:
Они достигли города Байлакан страны Арран, который осадили и захватили, вырезали жителей столько, что почти истребили их. 
Резне населения последовал поджог города. Но после ухода татар город начал вновь обустраиваться. Средневековый летописец:
... татары вторглись и поубивали всех повстречавшихся жителей, разграбили, затем подожгли город. Когда они ушли, беженцы этого города вновь вернулись и снова обосновались там 
В 1222 году в город Байлакан вошли объединенные армяно-грузинские войска.
Анонимный персидский автор XIII века «Аджа’иб ад-Дунйа» давал следующее описание Байлакана периода правления Нусрат ад-Дина Абу Бакра ибн Мухаммада и Музаффар ад-Дина Узбека из династии Ильдегизидов:
... город, тоже относится к Аррану. Это был большой город. Во времена счастливого султана Абу Бакра и господина, государя ислама Музаффар ад-Дунйа ва-а-д-Дина город стал необычайно благоустроенным. В нем построили много дворцов и замков. В прошлом в городе не было воды, и жители из-за этого страдали. От Аракса текут туда несколько протоков. Рассказывают, что город благодаря их благословенным деяниям, стал процветать. В нем построили множество зданий и там поселились вельможи.
Блага там обильны, базары в большом количестве.
Его товары: шелк-сырец с измеренным весом, хорошие гранаты, виноград, померанцы, фазаны, турачи, много рыбы. Местные товары, товары Ширвана и Дарбанда встречаются там в изобилии.
Зимой погода там словно в раю, не бывает ни холодной, ни жаркой. Город всегда был местопребыванием государей.
В XIII веке Байлакан в виде Белукан в пространной армянской надписи монастыря Гтич упоминается в составе Дизака («Белукан Дизакский со своими угодьями…»).
Позднее, в 1403 году Тимуром на месте разрушенного Байлакана был построен город Бейлаган. В начале XV века испанец Руй Гонсалес ди Клавихо сообщает:
... Тимур имел обыкновение приезжать на эту равнину, где разбивал на зиму лагерь, и совсем недавно он повелел построить здесь город (называемый Бейлаганом), где обосновались 20 тыс. человек. 

## Культура
Недалеко от города расположены развалины Миль-Минарета, с которым связывается имя степи, а также остатки древнего оросительного канала Гяурарх, из которого вода шла в город из канала Гяурарх через закрытые каналы из обожженного кирпича и через составные водопроводные гончарные трубы.
При археологических раскопках были найдены глазурованная керамика IX—X вв. и аббасидские монеты, стеклянные изделия, изделия из металла и кости. В IX—X вв. техника обжига керамических изделий в Байлакане была усовершенствована. Ручной гончарный круг был вытеснен ножным. Широко применялись ангоба и глазури в керамике. Успех был достигнут в освоении способов получения цветного стекла и изготовлении стеклянных сосудов, при котором применялось свободное дутье, дутье в форме и отливка в форме. Наглядным подтверждением высокого уровня развития Байлакана являются ярко-зеленые и ярко-фиолетовые узоры на спокойном фоне ангоба, фигурки и полосы, тополиные кроны и фиолетовые вкрапления керамики.
Были развиты также ткачество, шелководство, ковроткачество. Байлакан славился своими сладостями — натифом, которые привлекали внимание даже арабских авторов. Расцвета Байлакан достигает в IX — начале XIII вв.
|                                                                                             |                                                         |
| Керамическое изделие с изображением птицы. XII—начало XIII века. Музей истории Азербайджана | Расписное керамическое блюдо из Байлакана. XII—XIII вв. |

### Монеты
Найденные при раскопках драхмы сасанидского царя Хосрова II, позднее сасанидские геммы и раннеарабские монеты свидетельствуют о торговых связях Байлакана с другими странами в тот период. Серебряные дирхемы и медные фельсы с обозначением на них слова «Арран» начали чеканиться с конца третьей четверти VIII — первых лет IX вв. На территории Киевской Руси и в прибалтийских странах также были найдены такие дирхемы.